# Ölfusvatnsvík
Ölfusvatnsvík är en vik i republiken Island.   Den ligger i regionen Suðurland, i den sydvästra delen av landet, 40 km öster om huvudstaden Reykjavík.
Trakten ingår i den boreala klimatzonen. Årsmedeltemperaturen i trakten är 0 °C. Den varmaste månaden är juli, då medeltemperaturen är 12 °C, och den kallaste är november, med −6 °C.